# 坎伯蘭語
坎伯蘭語（Cumbric language）屬於凱爾特語族布里索尼亞支的語言，主要集中於英國的坎布里亞郡，一直到11世紀，从蘇格蘭低地向南至德文郡一帶都還有人使用。相對於西南方的康瓦爾語及西邊的威爾斯語，坎伯蘭語主要分別於英格蘭西北及北方一帶。

## 簡史
古布里索尼亞語在第5世紀時開始分裂為不同的語言，其中的坎伯蘭語約在11世紀死亡（真正絕跡被認為是在第13世紀）。無論如何，此時的坎伯蘭語與威爾斯語在文法上已是大相逕庭，成為一種獨特、難以理解的語言。坎伯蘭語在全盛時期可能有約30,000 個使用者。
對於此種語言的研究，現今遇到最大的挑戰，就是坎伯蘭語可能僅是威爾斯語的一種方言，而非一種獨特的語言。雷吉德（Rheged）、斯特拉思克萊德（Strathclyde）、埃尔梅特（Elmet）、葛德丁（Gododdin）這些古不列顛的北方王國所使用的是古威爾斯語，然而將時間點納入考量，許多語言學家仍認為在坎伯蘭語死亡的時候，這種語言仍算是不同於古威爾斯語的語言。

## 語言學上的證據
雖然這種語言已經絕跡許久，我們仍可從現今遺留的某些字彙得到一些蛛絲馬跡，例如19世紀和20世紀，北英格蘭的人們數羊隻或兒童數數兒的韻歌就可能追溯至坎伯蘭語，如 Yan, Tan, Tethera, Methera, Pim（一、二、三、四、五），相較於古威爾斯語的 "Un, Dou, Tri, Petwar, Pimp"，及威爾斯語的 "Un, Dau, Tri, Pedwar, Pump"
關於坎伯蘭語的更有力證據則存在於英格蘭極西北及蘇格蘭南部一帶的地名、蘇格蘭語、愛爾蘭語及盎格魯-撒克遜語中古斯特拉思克萊德不列顛人的人名、及殘存到歐洲中世紀盛期西南蘇格蘭的一些坎伯蘭語的法律術語。
許多關於坎伯蘭語的起源及特性仍是個謎。除了許多可實際觀察到但隱晦的拉丁文文本和地名，這種語言到今天可說是毫無文獻紀錄存留。所有我們能知道的，就是這種語言是屬於一種海島凱爾特語支布里索尼亞支的語言，極可能起源自古北威爾斯語，與假定的布里索尼亞支語言皮克特語有關聯（或更積極地說，與康瓦爾語有關聯）。由於地理位置的關係，起源自蓋爾語及斯堪的那維亞語的字彙均可能曾使這種語言更豐富。

## 語言的重建
現今坎伯蘭語的重建字大概只有 50 個字彙，而英格蘭西北的凱爾特文化也被遺忘許久。雖然如此，許多"復興後的"坎伯蘭語仍開始在實現，其中一種重建後的坎伯蘭語與古威爾斯語相似，其他則是建立於「假若此種語言沒有滅絕並存留至今，它會演變為何種模樣的語言」此假設基礎的重建。無論如何，網際網路對於這些語言的復興都無疑地提供了相當寶貴的資源。